# 三元彝族苗族白族乡
三元彝族苗族白族乡是中华人民共和国贵州省毕节市大方县下辖的一个民族乡。

## 行政区划
三元彝族苗族白族乡下辖以下村级行政区划单位：
胜丰村、胜发村、胜兴村、群丰村、群兴村、青竹村、河头村和双元村。